# 九服
九服是中國古代天子所住京都以外的地方，按遠近分為九個地區。
根據《周禮·夏官·職方氏》記載，九服的定義為：
- 王畿：京都四周方千里。
- 侯服：王畿外方五百里。
- 甸服：侯服外方五百里。
- 男服：甸服外方五百里。
- 采服：男服外方五百里。
- 衛服：采服外方五百里。
- 蠻服：衛服外方五百里。
- 夷服：蠻服外方五百里。
- 鎮服：夷服外方五百里。
- 藩服：鎮服外方五百里。

在這九個地區之內的諸侯稱「九侯」。